# Arnault Guilhem de Barbazan
Arnault Guilhem, Baron de Barbazan (* 1360; † 1431), genannt Chevalier sans reproche (Ritter ohne Tadel), war Berater und Kammerherr (chambellan)  der französischen Könige Karl VI. und Karl VII.
Er stammte aus einer vornehmen Familie des Bigorre. Als Soldat trat er 1402 hervor, als er sich während des Hundertjährigen Kriegs als Anführer von sieben französischen Reitern sieben englischen Reitern gegenübersah (siehe Combat des Sept). Während der Bürgerkriege zur Zeit der Erkrankung des Königs Karl VI. stand er treu zur royalistischen Sache und erreichte mehrere Siege gegen die Soldaten des Herzogs von Burgund. 1420 verteidigte er Melun gegen die Engländer. Nach der Kapitulation mit freiem Abzug  wurde er als Gefangener zurückbehalten, aber von Étienne de Vignolles (La Hire) befreit. 1430 schlug er die vereinigten Engländer und Burgunder bei La Croisette in der Champagne. Im Jahr darauf starb er an den Verwundungen, die er in der Schlacht von Bulgnéville erlitten hatte.
Auf Wunsch des Königs wurde er in der Basilika Saint-Denis, der Grablege der französischen Könige, bestattet. Bei der Plünderung der Königsgräber von Saint-Denis während der Französischen Revolution wurde sein Grab am 22. Oktober 1793 geöffnet und geplündert, seine Überreste wurden in einem Massengrab außerhalb der Kirche beerdigt.